# پهن‌کرم‌های بیگانه
پهن‌کرم‌های بیگانه (نام علمی: Xenoturbella) نام یک سرده از شاخه شگفت‌بی‌کاواک‌ریختان است. این کرم که Xenoturbella (جنبنده شگفت‌انگیز) نام دارد و شبیه به یک جوراب بنفش است، در سال ۱۹۱۵ شناخته شد اما نخستین توصیف علمی آن در سال ۱۹۴۹ انجام گرفت. به "جوراب بنفش"، نام علمی جنبنده شگفت‌انگیز چورو داده شده است. چورو نوعی شیرینی اسپانیایی است.

## وضعیت تکاملی
این موجود از نخستین گونه‌های حیات است که در پایه درخت تکامل قرار می‌گیرد و یکی از مهمترین شاخه‌های تکاملی است. این کرم‌ها نه مغز دارند نه چشم نه روده نه سیستم ترشحی نه غده جنسی. تنها سوراخی دارند که غذا از آن وارد و مواد دفعی از آن خارج می‌شود. آنها دهان بسیار کوچکی دارند اما دندان و خرطومچه مکنده ندارند که بتوانند دوکفه‌ای‌ها را نصف کنند.
این کرم‌ها در جاهایی که نرم‌تنان حضور دارند پیدا می‌شوند و دی‌ان‌ای نرم‌تنان هم در داخل بدن آنها پیدا شده است.به همین علت پیش از بررسی ژنتیکی، این موجود را به اشتباه از شاخه نرم‌تنان دانسته بودند.

## زیستگاه
تمام گونه‌های پهن‌کرم‌های بیگانه در اقیانوس آرام شرقی، خلیج کالیفرنیا و خلیج مونتری (کالیفرنیا) شناسایی شدند. از چهار گونه آن، سه گونه بین ۱۵ تا ۲۰ سانتی‌متر طول دارند در عمقی بین ۱۷۰۰ تا ۳۷۰۰ متر زندگی می‌کنند. گونه چهارم که کوچکتر است، ۲/۵ سانتی متر طول دارد و گویا در عمق ۶۳۰ متری زیست می‌کند.